# ABC冰
ABC冰（直译：「掺杂冰」，简写「ABC」，直译：「豆冰」），是馬來西亞和新加坡一種廣受歡迎的刨冰甜品。这道甜品通常以刨冰为基础，配上各种配料，并淋上甜味糖浆或炼乳，是炎热天气中的消暑佳品。
由于ABC冰最常见的形式是由红豆和刨冰组成，因此华人常称为紅豆冰（闽南语：âng-tāu-peng）或红豆霜（閩南語：âng-tāu-sng），又或者叫杂雪（粤语：zaap6 syut3）。

## 歷史與發展
ABC冰最早的形式据称出现在第一次世界大战前后，当时制冰的成本开始变得低廉。这道甜品也经历了多种改良与变化。
新加坡早期的一种刨冰变体呈绿色，配上糖浆、泡过的罗勒籽、菜燕，主要在街边摊贩售卖。在1920年代有一种版本是以刨冰为底，淋上玫瑰露、酸柑汁或甘草水。到了1930年代出现了放有红豆的版本。1940年代开始出现如今常见的做法：将刨冰堆成小山状，上面放上红豆、糖浆、炼乳或淡奶。
一些早期的红豆冰版本如今已不再常见，例如1950至1960年代曾盛行一时的「冰球」版本，将刨冰捏成圆球状、淋上糖浆后再用手拿着吃。

## 製作
最初的ABC冰只是在刨冰上加上紅豆，因此也得名「紅豆冰」。到了後來，加在刨冰上的配料愈來愈多，使現今ABC冰也變得色彩斑斕。
常见的ABC冰的底部會放滿亚答籽、紅豆、甜玉米粒、仙草、菜燕、花生、煎蕊等多種配料。中間是刨冰，刨冰上再淋上煉奶。部分攤販的ABC冰會放上各式水果、巧克力糖漿、草莓酱、蘆薈、爱玉、海底椰、果冻、雪糕等，也有商家在ABC冰淋上多種顏色的糖漿、玫瑰露，再佐以棕櫚糖（椰糖）伴食。

## 普及
在很多東南亞地區的咖啡店、小販中心及美食廣場都會有ABC冰售賣。而這種甜品相當受民眾及遊客歡迎，也是不少人必享用的饭后甜点。

## 图库

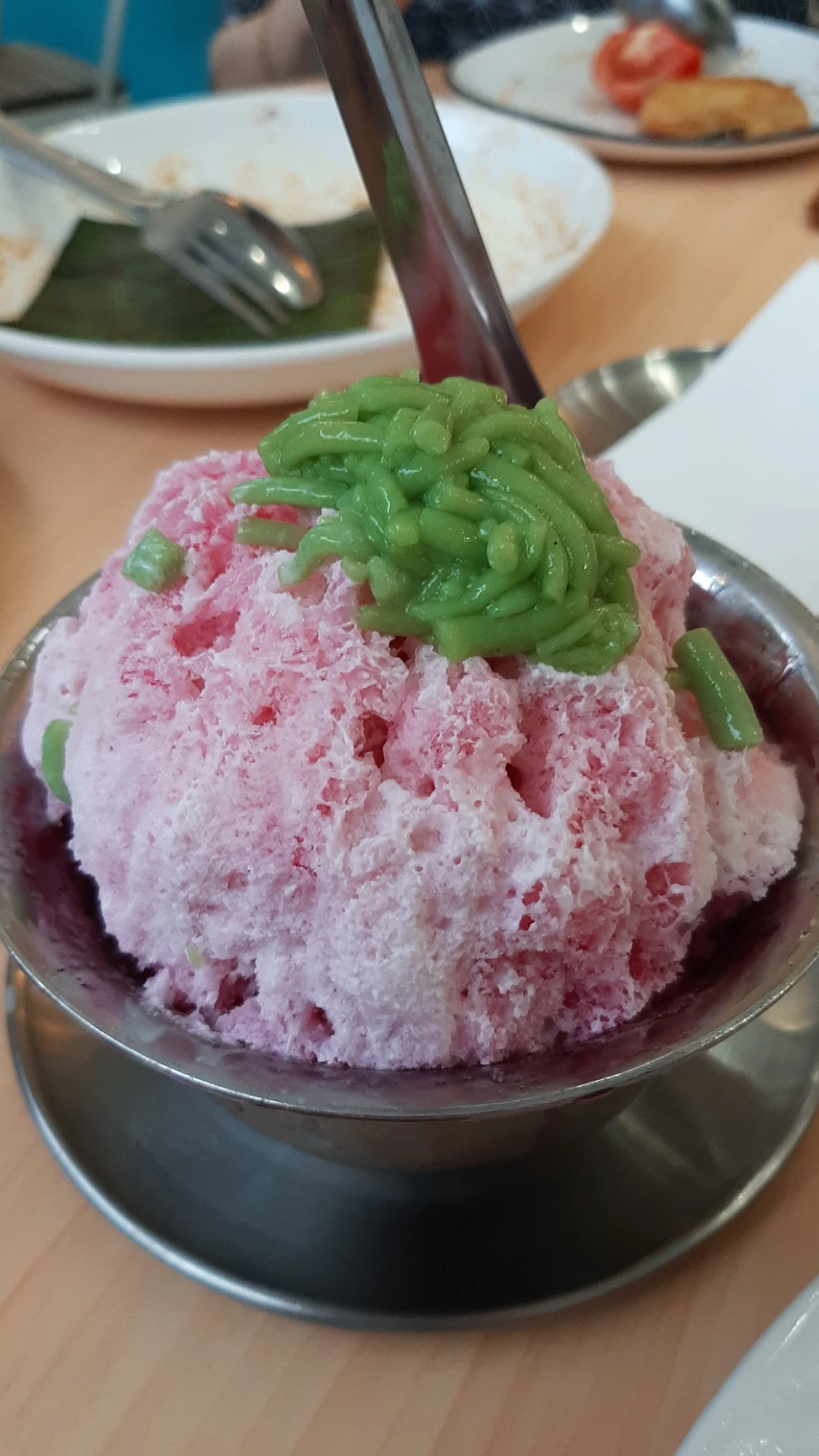
淋有玫瑰糖浆和煎蕊的红豆冰
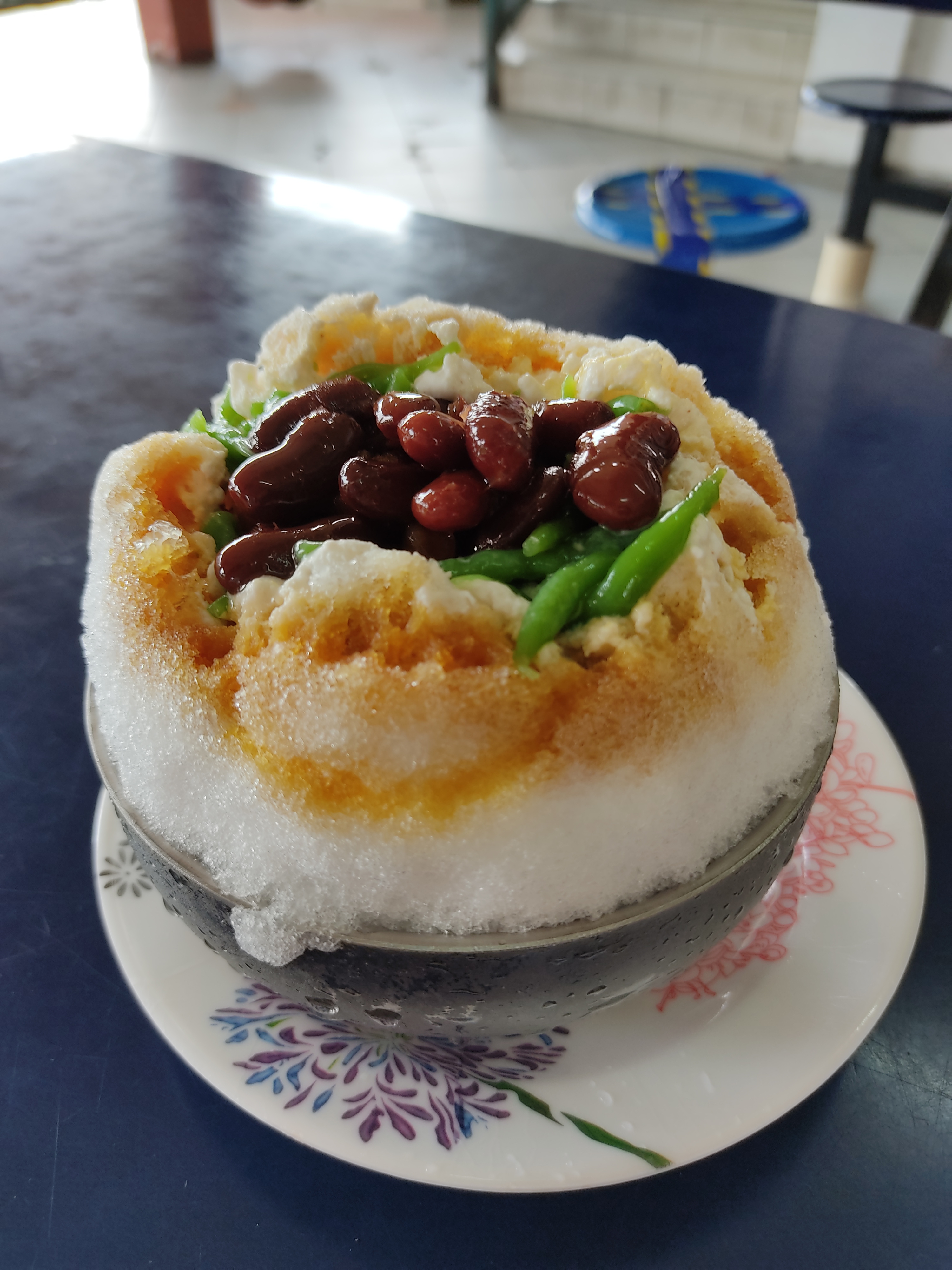
淋有椰糖的红豆冰
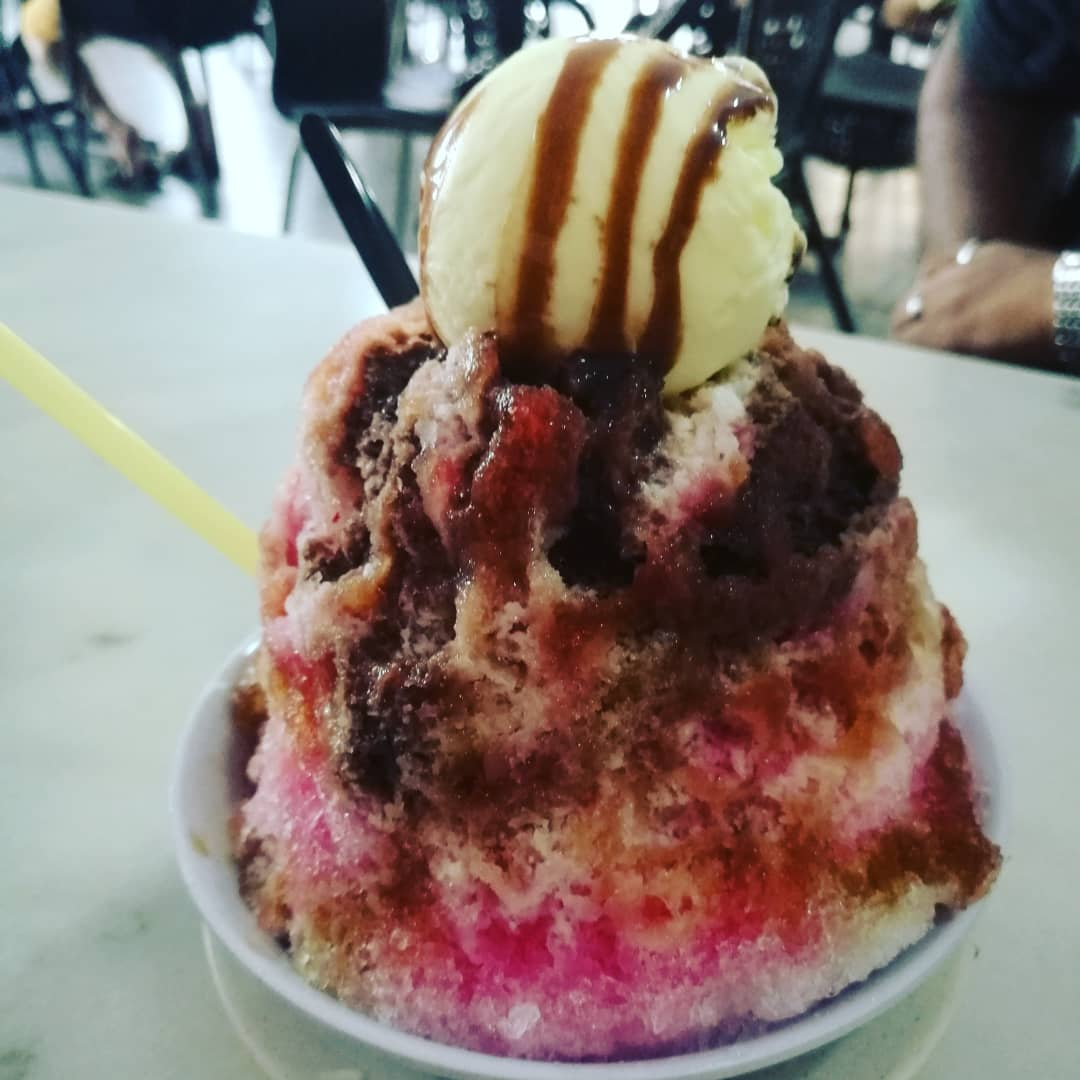
淋有巧克力酱和冰淇淋的红豆冰
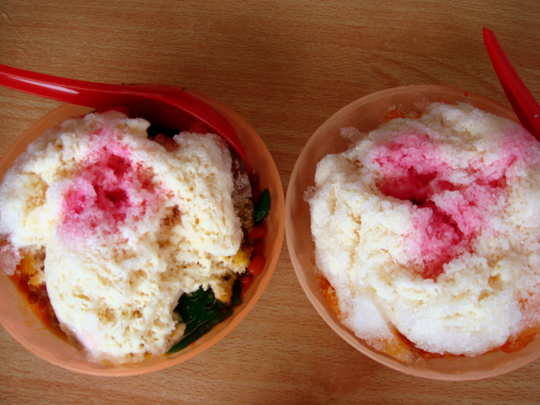
经典红豆冰

## 流行文化
- 《初恋红豆冰》：2010年阿牛执导的马来西亚浪漫喜剧电影
- 红豆兵：马来西亚网络俚语，谐音红豆冰，讽刺亲希望联盟和民主行动党的网军[10]